# Bruce Harwood
Bruce Harwood, né le 29 avril 1963 à North Vancouver, est un acteur canadien.

## Biographie
Il est sorti diplômé en art dramatique de l'université de la Colombie-Britannique en 1986 et a commencé par jouer quelques rôles au théâtre avant de se diriger vers des rôles dans des séries télévisées. Il est principalement connu pour son interprétation de John Fitzgerald Byers, l'un des trois Lone Gunmen de la série X-Files : Aux frontières du réel, ainsi que l'un des trois personnages principaux de son spin-off, The Lone Gunmen : Au cœur du complot. Il a pratiqué avant cela le patinage artistique à haut niveau (comme on peut le voir dans l'épisode 16 de la saison 3 de X-Files, L'Épave 2/2).

## Filmographie

### Cinéma
- 1989 : La Mouche 2 : le technicien
- 1998 : The X Files, le film (The X Files) de Rob S. Bowman : John Fitzgerald Byers
- 2000 : Le Coupable : Miles
- 2007 : Mimzy, le messager du futur : le scientifique

### Télévision
- 1987-1991 : MacGyver
  - (saison 3, épisode 10 "Rencontre explosive") : Juice
  - (saison 6, épisode 5 "Le mur") : Willis
  - (saison 6, épisode 13 "Terre stérile") : Willis
  - (saison 6, épisode 20 "Le sentier des larmes") : Willis
  - (saison 6, épisode 21 "Souvenirs") : Willis
- 1988 : Les Voyageurs de l'infini (téléfilm) : Dr Eugene
- 1988 : Cap Danger (série télévisée, saison 5 épisode 12) : Joe
- 1988-1990 : 21 Jump Street (série télévisée, saison 3 épisode 6 et saison 4 épisode 13) : Bruce / l'ingénieur
- 1994-2002 : X-Files : Aux frontières du réel (série télévisée, 36 épisodes) : John Fitzgerald Byers
- 1995-1999 : Au-delà du réel (série télévisée, 4 épisodes) : le technicien / Dr Norris / Dr Avery Strong / Miles Pendergast
- 1997 : The Sentinel (série télévisée, saison 3 épisode 1) : Barry
- 1998 : Chérie, j'ai rétréci les gosses (série télévisée, saison 1 épisode 22) : M. Lincoln
- 2001 : The Lone Gunmen : Au cœur du complot (série télévisée, 13 épisodes) : John Fitzgerald Byers
- 2001 : Andromeda (série télévisée, saison 2 épisode 6) : Philip Kim
- 2002 : Stargate SG-1 (série télévisée, saison 6 épisode 4) : Dr Osbourne
- 2004 : The L Word (série télévisée, saison 1 épisode 4) : le directeur de l'hôtel
- 2004 : Smallville (série télévisée, saison 3 épisode 15) : Ben Powell
- 2004 : Kingdom Hospital (série télévisée, saison 1 épisode 12) : Fred Beagle
- 2005 : Dead Zone (série télévisée, saison 4 épisode 9) : Rogers
- 2007 : Whistler (série télévisée, saison 2 épisodes 5 et 6) : Graeme
- 2009 : Supernatural (série télévisée, saison 5 épisode 5) : Prof. William Hill
- 2011 : Le Fou de l'hôtel (série télévisée, saison 1 épisode 7) : Lester
- 2011 : Un Noël plein d'espoir (téléfilm) : le maître d'hôtel
- 2012 : Dr Emily Owens (série télévisée, saison 1 épisode 7) : l'anesthésiste
- 2014 : Motive (série télévisée, saison 2 épisode 12) : Mitch Pudbury
- 2014 : The Flash (série télévisée, saison 1 épisode 4) : Dexter Myles
- 2014-2015 : Le cœur a ses raisons (série télévisée, rôle récurrent) : Silas Ramsey
- 2016 : X-Files (saison 10, épisode 5) : John Fitzgerald Byers